# Omara Khan Massoudi
Omara Khan Massoudi (1948) is een Afghaans museumdirecteur.

## Levensloop
Massoudi studeerde geschiedenis en aardrijkskunde aan de universiteit van Kaboel. Nadat hij in 1973 slaagde, werkte hij eerst vier jaar als docent. Vervolgens verrichtte hij vier maanden onderzoek voor het Ministerie voor Informatie en Cultuur. Hierop kwam hij in dienst van het Nationaal Museum in Kaboel, toen nog bekend onder de naam Kaboel Museum.
Toen de Russische troepen het land begonnen te verlaten in mei 1988, werd het duidelijk dat de museumstukken risico liepen voor de optrekkende rebellen. In samenspraak met president Nadjiboellah werden vanaf dat jaar stukken overgebracht naar veilige locaties. Het museum had vooral van 1992 tot 1994 zwaar te lijden onder de hevige aanvallen, in het bijzonder tijdens de raketinslag van 12 mei 1993.

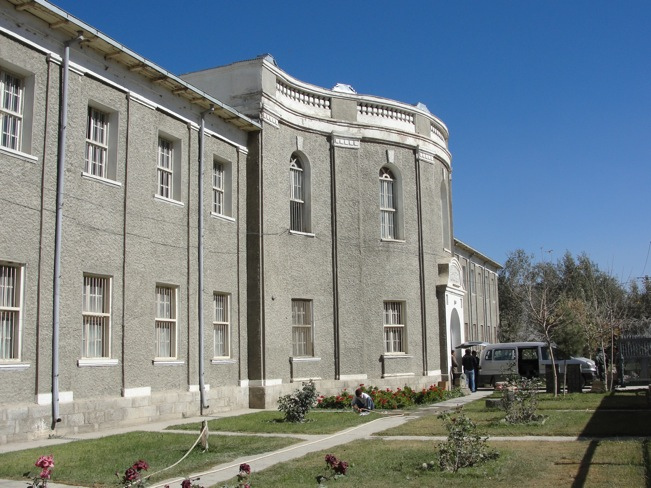
Het Nationale Museum in Kaboel, 2010

In 2001 werd Massoudi benoemd tot directeur van het museum en in 2003 kon hij president Karzai op de hoogte brengen van de veiliggestelde stukken. Bij elkaar ging 70% van de museumstukken verloren aan vernietiging of plundering.
In 2004 werd hij bekroond met een Prins Claus Prijs voor de rehabilitatie van het museum en het voorkomen van plunderingen van belangrijke culturele en historische locaties. In 2008 vond in zijn bijzijn een speciale expositie plaats in Amsterdam met stukken uit het Nationale Museum van Kaboel.
Onder Massoudi's leiding kent het museum inmiddels een stijgend aantal bezoekers: 16.000 in 2010 en 23.000 in 2011.